# René Strehler
René Strehler (Affoltern am Albis, 13 aprile 1934) è un ex ciclista su strada e pistard svizzero, professionista dal 1955 al 1962.
Vinse una edizione del Tour de Romandie e fu campione svizzero nella prova in linea su strada e in quella dell'inseguimento individuale sia da dilettante che da professionista.
Nel 1955 conquistò la medaglia d'argento ai Campionati del mondo di ciclismo su pista di Milano.

## Carriera
Ciclista poliedrico ha riportato successi sia nelle prove su strada che in quelle in pista. Nel 1955 vinse, dominandolo, il Tour de Romandie e si aggiudicò una frazione del Tour de Suisse; partecipò al Trofeo Baracchi, cronocoppie, con Rolf Graf, che chiuse al settimo posto e al contempo anche ai mondiali su pista nella prova dell'inseguimento individuale dove venne battuto solamente dall'italiano Guido Messina.
L'anno seguente conferò le sue doti conseguendo ben cinque vittorie tra cui, una tappa al Tour de Romandie che chiuse terzo, e tre frazioni del Tour de Suisse, che finì al settimo posto assoluto.
Nel quadriennio successivo non riuscì a imporsi su strada, ma raccolse ottimi risultati nella pista conquistando per due volte consecutive il titolo nazionale dell'inseguimento individuale, 1956 e 1957, e ottenendo due terzi posti, sempre nell'inseguimento individuale e nella prova del madison, in coppia con Armin von Büren, nel 1958.
In questo periodo inoltre chiuse al quarto posto i campionati europei su pista nella specialità del medison, corsi assieme a Graf, e partecipò ad alcune Sei Giorni tuttavia senza particolare fortuna.
Tornò al successo anche su strada nel 1960 quando conquistò tre corse fra cui il campionato nazionale su strada e salì sul terzo gradino del podio del Tour de Suisse. In questa stagione prese inoltre parte anche al suo primo ed unico Tour de France che portò a termine, ed ottenne il quarto posto al Trofeo Baracchi assieme a Willy Trepp.
Anche suo nipote Dominique Stark intraprese per qualche tempo l'attività ciclistica e fu attivo prevalentemente su pista.

## Palmarès

### Strada
- 1954 (Dilettanti, una vittoria)

Campionati svizzeri, Prova in linea
- 1955 (Allegro/Condor/Van Hauwaert, quattro vittorie)

1ª tappa Tour de Romandie (Monthey > Ginevra)
3ª tappa, 1ª semitappa Tour de Romandie (Sainte-Croix > Fribourg)
Classifica generale Tour de Romandie
6ª tappa Tour de Suisse (Locarno > Bad Ragaz)
- 1956 (Allegro/Faema, cinque vittorie)

3ª tappa Tour de l'Oise (Beauvais, > ?)
2ª tappa Tour de Romandie (Sierre > Le Locle)
1ª tappa Tour de Suisse (Zurigo > Sciaffusa)
3ª tappa Tour de Suisse (Bienne > Losanna)
5ª tappa Tour de Suisse (Coira > Zurigo)
- 1960 (Allegro/Wiel's, una vittoria)

Campionati svizzeri, Prova in linea
Tour du Nord-Ouest de la Suisse
Berna-Ginevra

### Pista
- 1952 (Dilettanti, una vittoria)

Campionati svizzeri, Inseg. a squadre (con Peter Tiefenthaler ed Edy Vontobel)
- 1953 (Dilettanti, una vittoria)

Campionati svizzeri, Insegumento individuale
- 1954 (Dilettanti, una vittoria)

Campionati svizzeri, Insegumento
- 1955 (Allegro/Condor/Van Hauwaert, una vittoria)

Campionati svizzeri, Inseguimento individuale
- 1956 (Allegro/Faema, una vittoria)

Campionati svizzeri, Inseguimento individuale
- 1957 (Tebag/Faema, una vittoria)

Campionati svizzeri, Inseguimento individuale

## Piazzamenti

### Grandi giri
- Tour de France

1960: 37º
- Giro d'Italia

1957: ritirato (alla ? tappa)

### Classiche monumento
- Milano-Sanremo

1956: 82º
1957: 74º
1958: 10º

### Competizioni mondiali
- Campionati del mondo

Karl-Marx-Stadt 1960 - In linea: 29º
- Campionati del mondo su pista

Milano 1955 - Inseguimento individuale: 2º
Copenaghen 1956 - Inseguimento individuale: 4º